# Tom Clarke
Pour les articles homonymes, voir Tom Clarke (football) et Clarke.
 (juin 2010).
Si vous disposez d'ouvrages ou d'articles de référence ou si vous connaissez des sites web de qualité traitant du thème abordé ici, merci de compléter l'article en donnant les références utiles à sa vérifiabilité et en les liant à la section « Notes et références ».
Thomas James Clarke (irlandais : Tomás Ó Cléirigh) (11 mars 1858 - 3 mai 1916) est un leader révolutionnaire irlandais, impliqué lors de l'Insurrection de Pâques.

## Biographie
Il est né sur l'Île de Wight de parents irlandais. La famille s'établit très vite à Dungannon, dans le comté de Tyrone, en Irlande.
Il est mort exécuté pendant le Bloody Sunday avec 7 autres des commandants de cette marche.
Son père, James Clarke, est sergent dans l'armée britannique.

## Fraternité républicaine irlandaise
À l'âge de 20 ans, il rejoint l'Irish Republican Brotherhood (IRB) et en 1883 il est envoyé à Londres pour faire sauter le pont de Londres dans le cadre de la campagne de la dynamite des Fenians préconisée par Jérémie O'Donovan Rossa, l'un des leaders de l'IRB en exil aux États-Unis.
Clarke est rapidement arrêté, sous le pseudonyme de « Henry Wilson ». Avec trois autres, il est jugé et condamné aux travaux forcés à perpétuité le 28 mai 1883 à Londres. Il reste 15 ans emprisonné dans la prison de Pentonville et d'autres prisons britanniques. En 1896, il est l'un des derniers prisonniers Fenians incarcérés.
Une forte mobilisation menée par l'Irish National Amnesty Association a lieu en Irlande pour demander leur libération. Lors d'une réunion publique, John Redmond député, leader parnellite de la Ligue nationale irlandaise, dit de lui : 

« Wilson est un homme dont aucune louange ne pourrait être trop élevée. J'ai appris au cours de mes nombreuses visites à Portland pendant cinq ans à aimer, honorer et respecter Henry Wilson. J'ai vu jour après jour comment son esprit courageux le maintenait en vie ... J'ai vu, année après année la disparition progressive de sa force physique »

Henry Wilson était, comme le souligne l'historien Dermot Meleady, l'alias de Tom Clarke. Après sa libération en 1898, il s'installe à Brooklyn aux États-Unis où il a épousé Kathleen Daly, de 21 ans sa cadette, dont il avait rencontré l'oncle, John Daly, en prison. Clarke a travaillé pour le Clan na Gael, une organisation républicaine irlandaise dirigée par John Devoy. En 1906, le couple s'installe dans une ferme à Manorville, peu avant de revenir en Irlande la même année pour relancer l'action de la Fraternité républicaine irlandaise (IRB).

## Les volontaires irlandais
Lorsque les Volontaires irlandais, une milice paramilitaire nationaliste irlandaise, est formée en 1913, Clarke est pris d'un vif intérêt mais ne prend pas part à l'organisation. Son passé de criminel et de nationaliste irlandais aurait discrédité les volontaires. Néanmoins d'autres membres de la Fraternité républicaine Irlandaise (IRB), McDermott, Hobson, Éamonn Ceannt occupent des postes importants dans l'organisation des Volontaires Irlandais et cherchent à contrôler ce mouvement. C'est quasiment fait lorsque Patrick Pearse, déjà un des principaux membres des Volontaires devient membre de la Fraternité républicaine Irlandaise (IRB) à la fin 1913. Cependant John Redmond, le chef de l'Irish Parliamentary Party, exige de nommer la moitié des membres de la direction des Volontaires. Bien que la plupart des membres de l'IRB soient contre, le décret Redmond est accepté, en partie grâce à l'appui donné par Hobson. Clarke ne lui pardonne pas pour ce qu'il considère comme un acte de trahison. Au début de la Première Guerre mondiale, Redmond et ses partisans quittent l'organisation en créant les National Volunteers pour combattre auprès des forces de la Triple-Entente. Dès lors, l'IRB de Tom Clarke dirige de fait la milice des Volontaires Irlandais.

## Planification de l'insurrection
McDermott et Clarke deviennent presque inséparables. L'un en tant que secrétaire et l'autre en tant que trésorier dirigèrent de fait l'IRB même si elle est présidée par Seamus Deakin et plus tard par Denis McCullough. En 1915, Clarke et MacDermott créent le Comité militaire de l'IRB pour planifier ce qui va devenir l'Insurrection de Pâques. Il est tout d'abord composé de Pearse, Ceannt, Joseph Plunkett, Clarke et McDermott. Lorsque l'ancien Fenian, Jeremiah O'Donovan Rossa, meurt en 1915, Clarke utilise ses funérailles (et l'oraison funèbre de Pearse) pour mobiliser les Volontaires Irlandais et les haranguer en vue d'une action imminente. Quand un accord est conclu avec James Connolly, le chef de l'armée citoyenne irlandaise en janvier 1916, Connolly rejoint le comité militaire de l'IRB. Il est imité par Thomas MacDonagh, ajouté à la dernière minute en avril. Ces sept hommes sont les signataires de la Proclamation de la République. Clarke, le vétéran du groupe en est le premier signataire. Il refuse tout grade militaire durant les combats qui suivent.

## L'insurrection de Pâques
Clarke est affecté au quartier général à la poste centrale pendant les événements de la semaine de Pâques. Les forces rebelles y sont en grande partie composées de membres l'armée citoyenne irlandaise sous le commandement de Connolly. Bien qu'il ne porte pas de grade militaire, Clarke est considéré par la garnison comme l'un de ses commandants. Il est l'un des combattants les plus acharnés tout au long des évènements. À la suite de la reddition le 29 avril, Clarke est incarcéré à la prison de Kilmainham avant d'être exécuté par un peloton d'exécution le 3 mai à l'âge de 58 ans.
Sa veuve Kathleen est élue députée dans le premier et le second Dail.

## Source
- (en) Cet article est partiellement ou en totalité issu de l’article de Wikipédia en anglais intitulé « Tom Clarke (Irish republican) » (voir la liste des auteurs).